# Али Ел-Каф
Али Мохамед Ел Каф Ел Сајед (Бени Суејф, 15. јун 1906. — датум смрти непознат.) био је египатски фудбалски дефанзивац који је играо за Египат на Светском првенству у фудбалу 1934. Такође је играо за Замалек и представљао је Египат на Летњим олимпијским играма 1936.

## Репрезентативна каријера
Представљао је Египат на Светском првенству у фудбалу 1934. и Летњим олимпијским играма 1936.